# قول (نص ديني)
قول (بالكردية: قەول)‏ هو جنس من التواشيح الدينية أو التراتيل المقدسة لليزيديين، والتي يتم من خلالها نقل المعرفة الدينية لليزيديين. تنقل الأقوال من جيل إلى جيل من قبل الطبقة الكهنوتية من القوالين. حيث يتناقلون حفظ التراث الديني أبا عن جد ويتواجدون بشكل رئيسي في مدن بعشيقة وبحزاني.
معظم النصوص المقدسة لليزيديين، التي ينتمي إليها الأقوال، تتلى باللغة الكردية الكرمنجية. ولكن هناك أيضا بعضها باللغة العربية، وهذه منسوبة للشيخ عدي بن مسافر.